# Matabuena (kommun)
Matabuena är en kommun i Spanien.   Den ligger i provinsen Provincia de Segovia och regionen Kastilien och Leon, i den centrala delen av landet, 80 km norr om huvudstaden Madrid. Antalet invånare är 236. Arean är 21,0 kvadratkilometer.
Terrängen i Matabuena är platt åt nordväst, men åt sydost är den kuperad.